# Матієвська Олена Геннадіївна
Матієвська Олена Геннадіївна (8 березня 1961) — російська академічна веслувальниця.
Срібна призерка Олімпійських Ігор 1980 року в складі парної четвірки зі стерновою.
Чемпіонка світу 1982 року в складі парної двійки, срібна призерка 1983 (парні двійки), 1985 (парні четвірки) років.